# Golden Turkey Awards
Il Golden Turkey Awards, sottotitolo The Worst Achievements in Hollywood History, è un libro del 1980 scritto dal critico cinematografico Michael Medved e da suo fratello Harry Medved. Nel libro sono presenti liste di vari riconoscimenti a film, registi, attori, ecc. ritenuti i peggiori della storia del Cinema.

## Storia
I fratelli Michael e Harry Medved, grandi appassionati di B-movie, decisero di creare un premio fittizio denominato "Golden Turkey" (in italiano sarebbe "il Tacchino d'oro") sulla falsariga del rinomato premio Oscar, per premiare i peggiori film e attori del settore. A questo scopo, decisero di redigere un libro elencando quale fosse, secondo loro, il peggio del peggio di Hollywood. Nella prefazione del libro, gli autori premettono che le loro scelte possono non essere condivise da tutti, e che, esistendo un numero enorme di brutti film, pessimi registi ed attori tremendi, le liste potranno essere soggette a continui aggiornamenti. Naturalmente, essendo gli autori di lingua anglosassone, la lista è ampiamente sbilanciata sul cinema americano, tralasciando quello europeo e di altri Paesi.
I fratelli Medved avevano già celebrato i film di serie Z con il precedente The Fifty Worst Films of All Time. Nel 1986 pubblicarono un seguito del The Golden Turkey Awards, intitolato Son of Golden Turkey Awards.
Il Golden Turkey Awards costituì la base per la serie televisiva del 1983 The Worst of Hollywood presentata da Michael Medved.

## Premi
Nel libro The Fifty Worst Films of All Time gli autori avevano invitato i lettori a votare il peggior film di sempre. Più di 3.000 persone inviarono il proprio voto. Basandosi su questi, il peggior film di sempre fu dichiarato Plan 9 from Outer Space di Edward D. Wood Jr. Wood ricevette inoltre anche la nomina di "peggior regista di tutti i tempi".
Raquel Welch venne giudicata la peggior attrice di sempre sbaragliando la concorrenza di altre attrici come Candice Bergen e Mamie Van Doren.
Un po' a sorpresa, Richard Burton venne ritenuto il peggior attore di sempre.

## Lista dei vincitori del Golden Turkey

### Categorie
- Debutto cinematografico più imbarazzante: Paul Newman ne Il calice d'argento
- Film di mostri più ridicolo: Robot Monster
- Peggior interpretazione da parte di un cantante popolare: Tony Bennett ne Il tramonto di un idolo
- Peggior titolo: Rat Pfink a Boo Boo (inedito in Italia)
- Peggior film sul trapianto di cervello: They Saved Hitler's Brain (inedito in Italia)
- Peggior film con api assassine: Swarm
- Peggior casting: John Wayne nel ruolo di Gengis Khan ne Il conquistatore
- Peggior interpretazione da parte di un politico: Il membro del Consiglio e sindaco di New York John Lindsay in Operazione Rosebud
- Peggior film sul trapianto a due teste: The Thing With Two Heads (inedito in Italia)
- Peggior film di roditori: Il cibo degli dèi
- Peggior interpretazione da parte di uno scrittore: Norman Mailer in Wild 90
- Premio P.T. Barnum per il peggior sfruttamento cinematografico di una deformità fisica: The Terror of Tiny Town, un film western con un cast costituito interamente da nani. (inedito in Italia)
- Peggior stravaganza musicale: Finalmente arrivò l'amore (musical anni settanta con Burt Reynolds)
- Peggior interpretazione di un prete o una suora: Mary Tyler Moore in Change of Habit (inedito in Italia)
- Peggior interpretazione di Gesù Cristo: Ted Neeley in Jesus Christ Superstar
- Peggior film di Blaxploitation: Scream Blacula Scream (inedito in Italia)
- Delusione più grande nella storia di Hollywood: King Kong, il remake del 1976.
- Peggior credito nei titoli: La versione del 1929 de La bisbetica domata di William Shakespeare, dove appare la dicitura "with additional dialogue by Sam Taylor" ("dialoghi supplementari aggiunti da Sam Taylor").
- Soggetto meno erotico in un film pornografico: Him, un film porno su un prete eccitato sessualmente da Gesù. (inedito in Italia)
- Peggior performance da parte di un animale: Lo scimpanzé Dinky in Tarzan e il grande fiume. (Durante le riprese, Dinky attaccò e ferì il protagonista Mike Henry).
- Peggior film sui vegetali: Matango il mostro
- Peggior interpretazione da parte di Sonny Tufts: Se non ci fossimo noi donne
- Interpretazione etnico-razziale più ridicola: Marlon Brando nel ruolo di un giapponese nativo di Okinawa in La casa da tè alla luna d'agosto
- Interpretazione più odiosa da parte di un bambino: David Kory in Dondi
- Peggior film che non avete mai visto (categoria di film mai completati o usciti al cinema per tempo limitato): Billy Jack Goes to Washington (inedito in Italia)
- Innovazione tecnica più assurda: Percepto, ideato da William Castle per il suo film del 1959 Il mostro di sangue con Vincent Price. "Percepto" era una tecnologia che avrebbe dovuto permettere di inviare piccole scosse elettriche alle poltrone degli spettatori per farli sobbalzare dalla paura in particolari momenti salienti della pellicola.
- Peggior scambio di battute in un dialogo romantico: Un dialogo tra Gary Cooper e Madeleine Carroll in Giubbe rosse
- Peggior regista: Edward D. Wood Jr.
- Peggior attrice: Raquel Welch
- Peggior attore: Richard Burton (scelta altamente controversa, considerando il fatto che Burton venne anche nominato agli Oscar in diverse occasioni, recitò in ruoli tratti da Shakespeare, e viene abitualmente considerato uno dei maggiori attori mondiali, ma gli autori motivarono la scelta dicendo che aveva interpretato davvero troppi brutti film in carriera).

In aggiunta, il Golden Turkey Awards ha una categoria votata dai lettori inerente al "Peggior film di sempre" e al "Peggior sequel di sempre", basata sulla classifica presente in The Fifty Worst Films of All Time.
- Peggior sequel: L'esorcista II: L'eretico
- Peggior film: Plan 9 from Outer Space

## Film "burla"
Uno dei film citati nel libro è una dichiarata invenzione degli autori, una pellicola da loro inventata, e i lettori sono stati sfidati ad individuare il bluff. Il falso film risultò essere Dog of Norway con "Muki il segugio meraviglia". Questo film era illustrato utilizzando una foto del cane di uno degli autori. Un altro film presente nel libro, il film porno-gay religioso Him, venne inizialmente indicato come oggetto della burla, ma si è poi scoperto che esisteva veramente, anche se tutte le copie sembrano essere andate ormai perdute.